# زاپادنی (باشقیرستان)
زاپادنی (انگلیسی: Zapadny, Republic of Bashkortostan) یک شهرک در شهرستان بلاگووارسکی باشقیرستان کشور روسیه است.